# Wasilij Szmidt

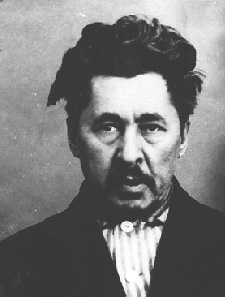
Wasilij Szmidt po aresztowaniu przez NKWD 1937

Wasilij Władimirowicz Szmidt (ros. Василий Владимирович Шмидт, ur. 17 grudnia?/29 grudnia 1886 w Petersburgu, zm. 29 lipca 1938 w miejscu egzekucji Kommunarka) – rosyjski socjaldemokrata i komunista pochodzenia niemieckiego, członek KC RKP(b) (1918-1919) i KC WKP(b) (1925-1930).  Długoletni ludowy komisarz pracy RFSRR (1918-1923) i ZSRR (1923-1928).

## Życiorys
Skończył szkołę miejską, w 1905 wstąpił do SDPRR, w 1907 wyemigrował do Niemiec, w 1911 wrócił do Rosji, kilkakrotnie aresztowany. W marcu 1917 był sekretarzem Piotrogrodzkiego Komitetu SDPRR(b) i sekretarzem Piotrogrodzkiej Rady Związków Zawodowych, w listopadzie 1917 członek Piotrogrodzkiego Rewolucyjnego Komitetu Wojskowego.
Po przewrocie bolszewickim (rewolucji październikowej) od 17 listopada 1917 do 7 lutego 1918 pełniący obowiązki ludowego komisarza handlu i przemysłu RFSRR (po rezygnacji Wiktora Nogina).
W listopadzie 1917 w demokratycznych wyborach wybrany na deputowanego do Wszechrosyjskiego Zgromadzenia Ustawodawczego (Konstytuanty) z listy partii bolszewików z okręgu Twer. 5 stycznia?/18 stycznia 1918 uczestniczył w jedynym posiedzeniu parlamentu w Piotrogrodzie.
Od 8 października 1918 do 4 listopada 1919 ludowy komisarz pracy RFSRR, od 4 listopada 1919 do 21 kwietnia 1920 ludowy komisarz pracy i ubezpieczeń społecznych RFSRR. Od 21 kwietnia 1920 do 7 lipca 1923 ludowy komisarz pracy RFSRR. Od 6 lipca 1923 do 29 listopada 1928 ludowy komisarz pracy ZSRR.
w latach 1918-1920 sekretarz Wszechzwiązkowej Centralnej Rady Związków Zawodowych (WCSPS), w latach 1918-1928 członek Prezydium WCSPS.
Od 8 marca 1918 do 18 marca 1919 członek KC RKP(b). Od 23 marca 1919 do 29 marca 1920 zastępca członka KC RKP(b),  Od 16 marca 1921 do 17 kwietnia 1923 zastępca członka KC RKP(b), od 28 maja 1921 do 27 marca 1922 zastępca członka Biura Organizacyjnego KC RKP(b), od 31 maja 1924 do 18 grudnia 1925 zastępca członka KC RKP(b), od 31 grudnia 1925 do 26 czerwca 1930 członek KC WKP(b). Od 1 stycznia 1926 do 26 czerwca 1930 zastępca członka Biura Organizacyjnego KC WKP(b),
Od 11 sierpnia 1928 do 1 grudnia 1930 zastępca przewodniczącego Rady Komisarzy Ludowych i Rady Pracy i Obrony ZSRR, od 13 lipca 1930 do 26 stycznia 1934 zastępca członka KC WKP(b), od grudnia 1930 do maja 1931 zastępca ludowego komisarza rolnictwa ZSRR. Od maja 1931 do stycznia 1933 główny arbiter państwowy przy Radzie Komisarzy Ludowych ZSRR, w latach 1933-1934 kierownik Chabarowskiego Krajowego Oddziału Komunalnego, w latach 1934-1936 przewodniczący Komitetu Wykonawczego Chabarowskiej Rady Miejskiej, przewodniczący Nadmorskiej Obwodowej Komisji Planowania.
W okresie wielkiej czystki 4 stycznia 1937 aresztowany przez NKWD. 3 czerwca 1937 skazany przez Kolegium Wojskowe Sądu Najwyższego ZSRR na 10 lat pozbawienia wolności. 29 lipca 1938 Kolegium Wojskowe Sądu Najwyższego ZSRR skazało go na karę śmierci pod zarzutem działalności kontrrewolucyjnej, przygotowywania aktów terrorystycznych i przestępczych związków z przedstawicielami obcej ambasady. Rozstrzelany tego samego dnia w miejscu egzekucji Kommunarka pod Moskwą, pochowany anonimowo.
30 lipca 1957 zrehabilitowany postanowieniem Kolegium Wojskowego SN ZSRR.